# Bandiere britanniche

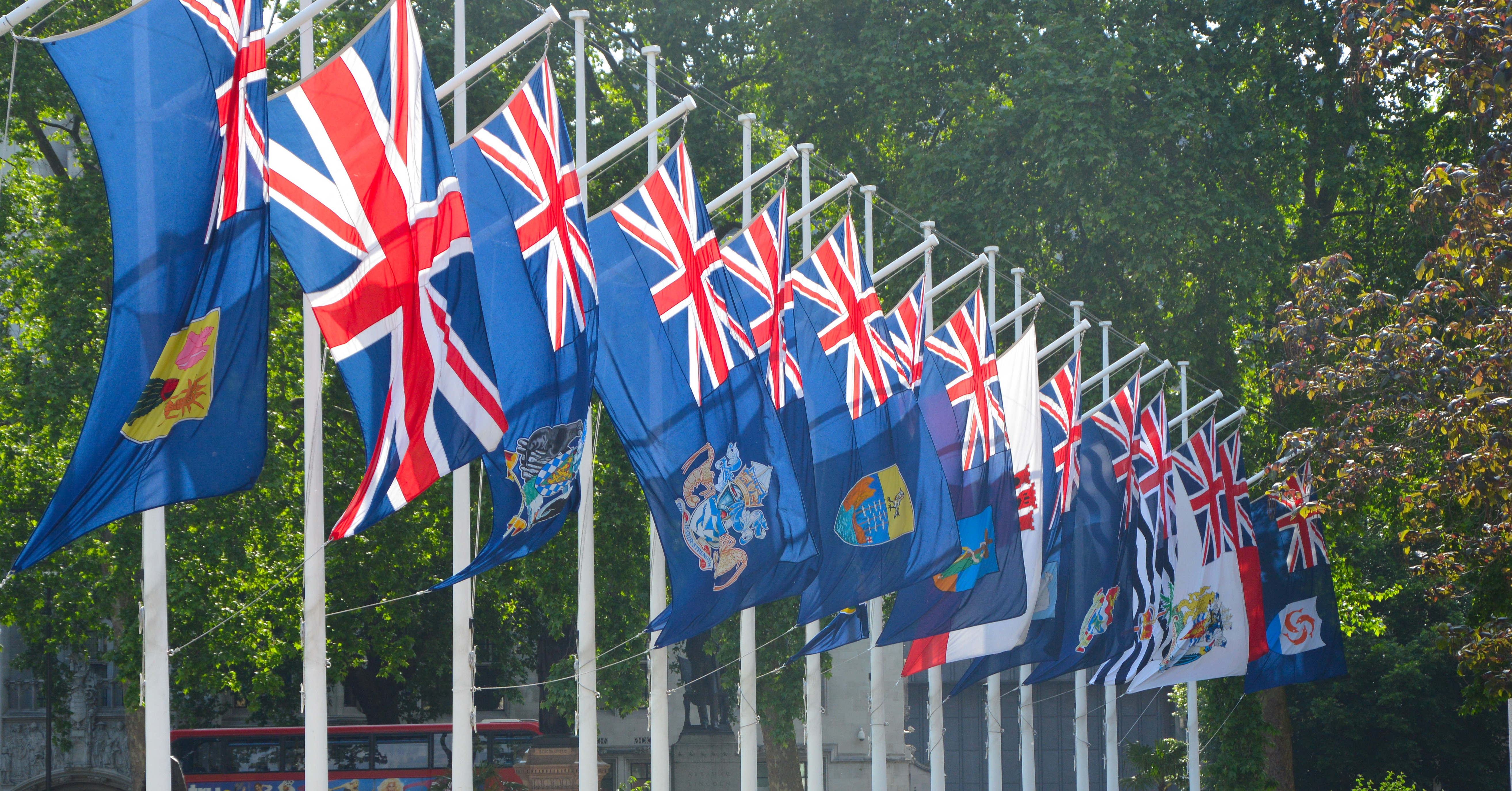
L'Union Flag e le bandiere dei territori d'oltremare britannici in Parliament Square, Città di Westminster

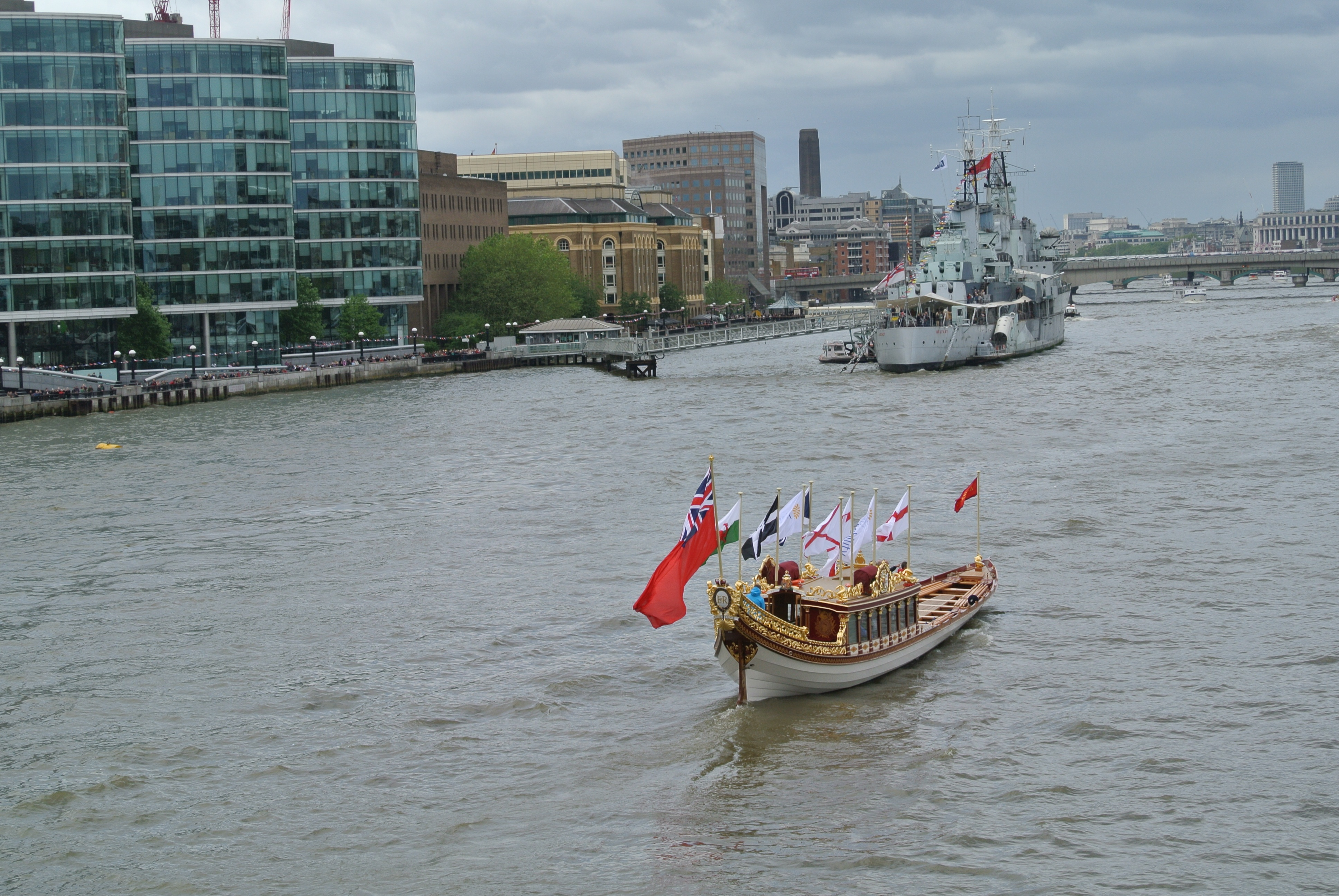
La chiatta reale Gloriana con la Red Ensign issata sulla poppa e la croce di San Giorgio d'Inghilterra, la croce di Sant'Andrea della Scozia, la croce di San Patrizio d'Irlanda, le bandiere del Galles e della Cornovaglia e lo stendardo della Città di Londra. Al di là, sulla nave museo HMS Belfast, è issata a poppa la White Ensign della Royal Navy.

In questa voce sono elencate le bandiere usate storicamente nel Regno Unito, nei territori da esso controllati e nelle dipendenze della Corona britannica.

## Bandiere nazionali
| Bandiera | Data        | Uso                                                                                    | Descrizione |
| -------- | ----------- | -------------------------------------------------------------------------------------- | --- |
|          | dal 1801    | Union Flag, conosciuta anche come Union Jack, è usata come bandiera del Regno Unito    | Formata dalla sovrapposizione delle bandiere di Inghilterra, Scozia e dalla bandiera di san Patrizio irlandese.                                              |
|          | dal 1190    | Bandiera inglese, conosciuta anche come Croce di San Giorgio                           | Croce rossa in campo bianco |
|          | dal 900 ca. | Bandiera scozzese, conosciuta anche come croce di sant'Andrea                          | Croce decussata bianca in campo celeste |
|          | dal 1959    | Bandiera gallese, nota anche come Red Dragon o y Ddraig Goch                           | Un drago rosso su campo bianco e verde |
|          | 1924 - 1972 | Bandiera nordirlandese, nota anche come Ulster Banner (non riconosciuta ufficialmente) | Una croce rossa su campo bianco con al centro una mano rossa inserita in una stella a sei punte bianca, a rappresentare le sei contee dell'Irlanda del Nord. |

## Insegne
| Bandiera | Data   | Uso | Descrizione                                                                                   |
| -------- | ------ | --- | --------------------------------------------------------------------------------------------- |
|          | 1801 - | Blue Ensign, bandiera governativa ma usata anche da alcune organizzazioni o territori associati al Regno Unito                         | Campo blu con una Union Jack nel cantone                                                      |
|          | 1801 - | Red Ensign, bandiera navale civile. È usata dalla Marina mercantile                                                                    | Campo rosso con una Union Jack nel cantone                                                    |
|          | 1801 - | White Ensign, bandiera navale militare. È usata dalle navi che hanno come prefisso HMS (Her Majesty's Ship) e dal Royal Yacht Squadron | Croce rossa su campo bianco con una Union Jack nel cantone                                    |
|          | 1921 - | Insegna della Royal Air Force | Campo blu chiaro RAF con la coccarda della RAF in basso a destra e una Union Jack nel cantone |
|          | 1931 - | Insegna dell'aeronautica civile, usata da aerei civili                                                                                 | Croce blu e bianca su campo blu chiaro con una Union Jack nel cantone                         |
|          | 1823 - | Bandiera di bompresso civile (la bandiera di bompresso è la semplice union jack)                                                       | Union Flag con bordo bianco                                                                   |

## Royal Standard

### Carlo III
| Bandiera | Data | Uso                                                                           | Descrizione                                                                              |
| -------- | ---- | ----------------------------------------------------------------------------- | ---------------------------------------------------------------------------------------- |
|          | 1826 | Lo Stendardo reale britannico usato in Inghilterra, Galles e Irlanda del nord | Uno stendardo dello stemma della Regina, lo Stemma reale del Regno Unito                 |
|          | 1826 | Il Royal Standard usato in Scozia                                             | Uno stendardo dello stemma della Regina, lo Stemma reale del Regno Unito usato in Scozia |
|          | 1323 | Stendardo reale di Scozia                                                     | Un leone rampante all'interno di una doppia ghirlanda fiorita in campo giallo.           |

### Stendardi del Principe di Galles
| Bandiera | Data   | Uso                                                                       | Descrizione |
| -------- | ------ | ------------------------------------------------------------------------- | --- |
|          |        | Stendardo del Principe di Galles, usato in Inghilterra e Irlanda del nord | Stendardo degli stemmi del Principe di Galles, lo Stemma Reale del Regno Unito con inserto recante lo stemma reale del Galles. |
|          |        | Stendardo del Duca di Cornovaglia                                         | 15 cerchi dorati in campo nero. |
|          |        | Stendardo del Duca di Rothesay                                            | Stendardo ducale, prima e quarta porzione rappresentanti il titolo di Gran Intendente di Scozia, la seconda e terza porzione rappresentanti il titolo di Signore delle Isole. Nel centro si ha un inserto, dello stemma dell'erede apparentemente del Re di Scozia. |
|          | 1962 - | Stendardo del Principe di Galles, usato in Galles                         | Lo stendardo recante lo Stemma del Principato di Galles |

### Altri membri della famiglia reale
| Bandiera | Data | Uso                                               | Descrizione |
| -------- | ---- | ------------------------------------------------- | --- |
|          | 2002 | Stendardo di SAR Henry, duca di Sussex            | Stendardo dello Stemma del principe, lo stemma reale del Regno Unito con cinque punti: il primo, il centrale e il quinto recanti un pettine di san Jacopo in omaggio allo stemma di Diana, Princess of Wales. |
|          | 1986 | Stendardo di SAR Andrea, duca di York             | Stendardo dello stemma ducale, lo stemma reale del Regno Unito con tre punti, il centrale recante un'ancora blu.                                                                                              |
|          | 2006 | Stendardo di SAR Beatrice di York                 | Stendardo dello stemma principesco, lo stemma reale del Regno Unito con cinque punti, di cui tre recanti un'ape.                                                                                              |
|          | 2008 | Stendardo di SAR Eugenia di York                  | Stendardo dello stemma principesco, lo stemma reale del Regno Unito con cinque punti, di cui tre recanti un cardo.                                                                                            |
|          | 1999 | Stendardo di SAR Edoardo Windsor                  | Banner dell'Earl's Coat of Arms, lo stemma reale del Regno Unito con tre punti, il centrale recante una Tudor Rose                                                                                            |
|          | 1968 | Stendardo di SAR Anna, principessa reale          | Stendardo dello stemma della Principessa, lo stemma reale del Regno Unito con tre punti, il primo e il terzo recanti una croce rossa, il centrale recante un cuore rosso.                                     |
|          |      | Stendardo di SAR Richard, duca di Gloucester      | Bandiera con l'insegna del Duca, lo stemma reale del Regno Unito con cinque punti, il primo, terzo e quinto punto recanti una croce rossa, il secondo e il quarto un leone rosso.                             |
|          |      | Stendardo di SAR Edward, duca di Kent             | Bandiera con l'insegna del Duca, lo stemma reale del Regno Unito con cinque punti, il primo, terzo e il quinto recanti un'ancora blu, il secondo e quarto una croce rossa.                                    |
|          |      | Stendardo di SAR Michael di Kent                  | Bandiera con l'insegna del Principe, lo stemma reale del Regno Unito con cinque punti, il primo, terzo e il quinto recanti una croce rossa, il secondo e il quarto un'ancora blu.                             |
|          |      | Stendardo di SAR Alexandra, onorevole Lady Ogilvy | Bandiera con l'insegna della Principessa, lo stemma reale del Regno Unito con cinque punti, di cui il primo, terzo e il quinto recanti un cuore rosso, il secondo e il quarto recanti un'ancora blu.          |

### Altro
| Bandiera | Data | Uso                                                                                           | Descrizione                                                                                        |
| -------- | ---- | --------------------------------------------------------------------------------------------- | -------------------------------------------------------------------------------------------------- |
|          |      | Bandiera usata dai Lord luogotenenti, rappresentanti del sovrano nelle contee del Regno Unito | Bandiera dell'Unione, con spada e corona.                                                          |
|          |      | Stendardo del Ducato di Lancaster                                                             | Royal Standard of England, con tre punti, ciascuno contenente tre fiordalisi                       |
|          |      | Stendardo del Lord guardiano dei cinque porti                                                 | Bandiera con lo stendardo del Lord con tre leoni passant guardant abbinati alle navi, tutto in oro |

## Bandiere militari
| Bandiera | Data   | Uso                                         | Descrizione                                                                                       |
| -------- | ------ | ------------------------------------------- | ------------------------------------------------------------------------------------------------- |
|          |        | Insegna della Royal Navy                    | L'insegna bianca                                                                                  |
|          |        | Bandiera non cerimoniale della British Army | Campo rosso con stemma dell'esercito britannico.                                                  |
|          | 1921 - | Bandiera della Royal Air Force              | Insegna azzurra con stemma della Royal Air Force cerchi concentrici                               |
|          | 1956 - | Joint Service Flag                          | Tricolore, blu scuro, rosso, azzurro con lo stemma del Joint Service.                             |
|          |        | Bandiera della Royal Fleet Auxiliary        | Blue Ensign con un'ancora gialla                                                                  |
|          |        | Bandiera della Royal British Legion         | Blue Ensign con banda gialla al centro con le parole British Legion e il nome del ramo di legione |
|          |        | Bandiera del Lord grand'ammiraglio          | Ancora orizzontale su sfondo cremisi                                                              |

## Governo
| Bandiera | Data | Uso                                                                                 | Descrizione |
| -------- | ---- | ----------------------------------------------------------------------------------- | --- |
|          |      | Insegna delle HM Revenue and Customs                                                | Blue Ensign dotata del simbolo delle Dogane e Imposte di Sua Maestà |
|          |      | Insegna delle HM Coastguard                                                         | Blue Ensign caricata con il simbolo della Guardia Costiera di Sua Maestà |
|          |      | Insegna usata sulle navi del Governo scozzese, tra cui i pattugliatori della Marina | Blue Ensign caricata col simbolo del vecchio Scottish Fisheries Protection Agency (Agenzia di protezione pesca scozzese)                                                                                                 |
|          |      | Insegna dei Commissioners of the Northern Lights                                    | Blue Ensign caricata con un faro |
|          |      | Bandiera dei Commissioners of the Northern Lights                                   | White Ensign con una Union Flag pre-1801 nel cantone, caricata con un faro blu (è l'unica bandiera britannica che usa una bandiera anteriore al 1801). La bandiera è alzata solo su imbarcazioni con Commissari a bordo. |
|          |      | Bandiera della Metropolitan Police                                                  | Il simbolo della Polizia Metropolitana su sfondo blu, con quadrati bianchi sul bordo. |

## Chiesa
| Bandiera | Data | Uso                                  | Descrizione |
| -------- | ---- | ------------------------------------ | --- |
|          |      | Bandiera della Comunione anglicana   | Un fondo blu con il simbolo della Comunione anglicana (una rosa dei venti superata per una mitra di un vescovo; al centro è una croce di San Giorgio). Il motto greco, Ἡ ἀλήθεια ἐλευθερώσει ὑμᾶς ("la verità vi farà liberi") è una citazione di Giovanni 8,32. |
|          |      | Bandiera dell'Abbazia di Westminster | |
|          |      | Bandiera della Chiesa in Galles      | |
|          |      | Bandiera della Chiesa di Scozia      | Bandera scozzese con cespuglio infiammato al centro |
|          | 1878 | Stendardo del Salvation Army         | |

## Diplomazia
| Bandiera | Data | Uso                                                                                    | Descrizione                                                                          |
| -------- | ---- | -------------------------------------------------------------------------------------- | ------------------------------------------------------------------------------------ |
|          |      | Bandiera usata presso le ambasciate britanniche (Alte Commissione usano la Union Jack) | Una Union Jack (bandiera britannica) con inserto dello Stemma Reale del Regno Unito. |
|          |      | Bandiera usata sui consolati britannici                                                | Un Union Jack con inserto di una corona.                                             |
|          |      | Bandiera usata a bordo dei vascelli consolari britannici                               | Una bandiera blu con lo Stemma Reale del Regno Unito.                                |

## Isole del Canale
| Bandiera | Data | Uso                  | Descrizione |
| -------- | ---- | -------------------- | --- |
|          |      | Bandiera di Alderney | Una croce rossa in campo bianco con inserto dello stemma delle isole.                                                   |
|          | 1985 | Bandiera di Guernsey | Una croce dorata all'interno di una croce rossa in campo bianco.                                                        |
|          |      | Bandiera di Herm     | Una croce rossa in campo bianco con lo stemma dell'isola nel cantone.                                                   |
|          |      | Bandiera di Jersey   | Una croce di Sant'Andrea rossa in campo bianco con lo stemma dell'isola.                                                |
|          |      | Bandiera di Sark     | Una croce rossa in campo bianco con due leoni nel cantone. In senso stretto questa è la bandiera personale del Signore. |

## Isola di Man
| Bandiera | Data | Uso                        | Descrizione                 |
| -------- | ---- | -------------------------- | --------------------------- |
|          |      | Bandiera dell'Isola di Man | Una triscele in campo rosso |

## Dipendenze d'oltremare
| Bandiera | Data   | Uso                                                      | Descrizione |
| -------- | ------ | -------------------------------------------------------- | --- |
|          |        | Bandiera di Akrotiri e Dhekelia                          | È in uso la Union Jack, poiché non esiste una bandiera specifica |
|          |        | Bandiera di Anguilla                                     | Blue Ensign con lo stemma di Anguilla |
|          | 2013 - | Bandiera dell'isola di Ascensione                        | Blue Ensign con lo stemma di Isola di Ascensione |
|          |        | Bandiera di Bermuda                                      | Red Ensign con lo stemma di Bermuda |
|          | 1963 - | Bandiera del Territorio Antartico Britannico             | White Ensign con lo stemma del Territorio Antartico Britannico |
|          | 1990   | Bandiera del Territorio Britannico dell'Oceano Indiano   | Blue Ensign con linee bianche ondulate, con lo stemma del Territorio Britannico dell'Oceano Indiano. |
|          |        | Bandiera delle Isole Vergini Britanniche                 | Blue Ensign con lo stemma delle Isole Vergini Britanniche. |
|          |        | Bandiera delle Isole Cayman                              | Blue Ensign con lo stemma delle isole Cayman |
|          |        | Bandiera delle Isole Falkland                            | Blue Ensign con lo stemma delle isole Falkland |
|          |        | Bandiera di Gibilterra                                   | Due bande orizzontali, bianca e rossa, (quella in cima ha spessore doppio) con un castello a tre torri rosso nel centro della banda bianca; dalla porta del castello pende una chiave d'oro centrata nella banda rossa |
|          |        | Bandiera di Montserrat                                   | Blue Ensign con lo stemma delle Montserrat |
|          |        | Bandiera delle Isole Pitcairn                            | Blue Ensign con lo stemma di Pitcairn |
|          |        | Bandiera di Sant'Elena                                   | Blue Ensign con lo stemma di Sant'Elena |
|          | 1985 - | Bandiera della Georgia del Sud e Isole Sandwich Australi | Blue Ensign con lo stemma della Georgia del Sud e Isole Sandwich Australi. |
|          |        | Bandiera di Tristan da Cunha                             | Blue Ensign con lo stemma di Tristan da Cunha. |
|          |        | Bandiera di Turks e Caicos                               | Blue Ensign con lo stemma di Turks e Caicos |

## Regionali
| Bandiera | Data   | Uso                                                         | Descrizione |
| -------- | ------ | ----------------------------------------------------------- | --- |
|          | 2014 - | Bandiera dell'Anglesey                                      | Un scaglione giallo e tre leoni gialli su campo rosso |
|          |        | Bandiera del Bedfordshire                                   | Quattro strisce orizzontali blue e bianche, e una striscia verticale di nero con tre conchiglie bianche, su campo giallo e rosso                                                                |
|          |        | Bandiera del Buckinghamshire                                | Due strisce verticali rosse e nere con un cigno bianco in catene |
|          | 2016   | Bandiera del Caithness                                      | Una croce scandinava blu con contorno giallo su campo nero, e un navo al cantone |
|          |        | Bandiera del Cheshire                                       | Una spada gialla e tre covoni di grano gialli su campo blu |
|          |        | Bandiera di San Piran, bandiera ufficiale della Cornovaglia | Croce bianca su campo nero |
|          | 2006 - | Bandiera del Derbyshire (ufficiale)                         | Croce verde con contorno bianco su campo celeste, con una rosa Tudor gialla al centro. |
|          |        | Bandiera del Devon, bandiera di Saint Petrock               | Croce bianca bordata di nero su campo verde |
|          |        | Bandiera del Dorset                                         | Croce bianca bordata di rosso su campo giallo |
|          | 2013 - | Bandiera della contea di Durham                             | Due strisce orizzontali gialle e blue con una croce patente negli colori rovesciati |
|          | 2013 - | Bandiera del East Riding of Yorkshire                       | Due strisce verticali blue e verde con una rosa bianca |
|          |        | Bandiera del East Sussex                                    | Sei uccelli gialli, una striscia ondulata blanco e una corona ora tutti su campo rosso |
|          |        | Bandiera delle Ebridi Esterne                               | Cinque strisce orizzontali ondulati blue e bianche, e tre antichi navi di nero, su campo giallo                                                                                                 |
|          |        | Bandiera dell'Essex                                         | Tre spade sassone di giallo e bianco su campo rosso |
|          | 2013 - | Bandiera del Glamorgan                                      | Tre scaglioni di bianco su campo rosso |
|          |        | Bandiera del Gloucestershire                                | Croce blu bordata di beige su campo verde |
|          |        | Bandiera dell'Hampshire                                     | Strisce orizzontali rosse e gialle con una corona e una rosa rossa |
|          |        | Bandiera dell'Hertfordshire                                 | Otto strisce orizzontali ondulati blue e bianche con un cervo su scudo giallo |
|          |        | Bandiera del Kent                                           | Un cavallo bianco su campo rosso |
|          |        | Bandiera del Lancashire                                     | Una rosa rossa su campo giallo |
|          |        | Bandiera del Leicestershire                                 | Quattro quarti: primo, un fiore ermellino su un disco rosso su bianco; secondo, un leone bianco con due code su rosso; terzo, una penna ermellino su rosso; quarto, una manica grigia su bianco |
|          | 2005 - | Bandiera del Lincolnshire (ufficiale)                       | Croce rossa con decorazione gialle su campo blu e verde e giglio giallo al centro della croce                                                                                                   |
|          |        | Bandiera della City of London                               | Croce rossa in campo bianco, con una spada rossa nel cantone |
|          |        | Bandiera di Mercia                                          | Croce di Sant'Andrea dorata su campo blu (Croce di St Alban); bandiera cristiana del Regno di Mercia, esposta a Tamworth Castle.                                                                |
|          |        | Bandiera del Middlesex                                      | Una corona e tre spade sassone di giallo e bianco su campo rosso |
|          |        | Bandiera del Monmouthshire                                  | Strisce verticali blue e nere con tre gigli gialli |
|          | 2014 - | Bandiera del Norfolk                                        | Un diagonale ermellino su campo giallo e nero |
|          | 2013 - | Bandiera del North Riding of Yorkshire                      | Croce blu bordata di giallo su campo verde e con una rosa bianca al centro della croce |
|          | 2014 - | Bandiera del Northamptonshire                               | Croce giallo bordata di nero su campo rosso scuro, e con una rosa rossa al centro del croce |
|          |        | Bandiera del Northumberland                                 | Otto rettangoli gialli in campo rosso (il cantone dovrebbe essere dorato) |
|          |        | Bandiera del Nottinghamshire                                | Croce rossa bordata in bianca su campo verde, con Robin Hood in verde su scudo bianco |
|          |        | Bandiera delle Isole Orcadi                                 | Una croce nordica blu, bordata di giallo, in campo rosso |
|          |        | Bandiera dell'Oxfordshire                                   | Croce bianca su campo blu e verde |
|          |        | Bandiera del Pembrokeshire                                  | Una croce gialla in campo blu, con una rosa inquartata rossa e bianca al centro |
|          |        | Bandiera delle Isole Shetland                               | Una croce nordica bianca in campo azzurro |
|          |        | Bandiera del Somerset (non ufficiale)                       | Un drago rosso in campo giallo |
|          | 2016 - | Bandiera del Staffordshire                                  | Un scaglione rosso con un corde annodato giallo su campo giallo |
|          | 2017 - | Bandiera del Suffolk                                        | Una corona aperta ora e due frecce incrociate ore su campo blu |
|          |        | Bandiera del Surrey                                         | Strisce verticali blue e nere con due chiave gialle, un cuscino grigio e un giovane quercia grigia                                                                                              |
|          |        | Bandiera del Sussex                                         | Se uccelli gialli su campo blu |
|          |        | Bandiera del Warwickshire                                   | Due strisce orizzontali di giallo e rosso con tre croce rosse e un orso incatenato bianco |
|          | 2013 - | Bandiera del West Riding of Yorkshire                       | Una croce nordica rossa in campo bianco, con una rosa bianca e raggi del sole gialli al centro della croce                                                                                      |
|          |        | Bandiera del Wessex                                         | Drago dorato su campo rosso |
|          |        | Bandiera dell'Isola di Wight                                | Dettaglio preso dallo stemma dell'isola |
|          |        | Bandiera del Wiltshire                                      | Otto strisce orizzontali puntoni di verde e bianco con un'otarda in oro su un circolo verde |
|          | 2013 - | Bandiera del Worcestershire                                 | Due strisce orizzontali ondulati di blu su campo verde, con tre pere nere su scudo bianco |
|          |        | Bandiera dello Yorkshire                                    | Rosa bianca si campo blu scuro |

## Altre
| Bandiera | Data   | Uso                                                                        | Descrizione |
| -------- | ------ | -------------------------------------------------------------------------- | --- |
|          |        | Bandiera non ufficiale della Cornovaglia                                   | |
|          |        | Bandiera del Royal National Lifeboat Institution                           | Una croce rossa con un bordo blu su campo bianco, con le lettere RNLI in rosso in ogni quarto e un'àncora incoronata. |
|          | 2002 - | Bandiera dei Federazione Giochi del Commonwealth                           | |
|          |        | Bandiera della St Johns Ambulance Brigade                                  | |
|          |        | Bandiera di San David                                                      | Una croce d'oro in campo nero                                                                                         |
|          |        | Bandiera non ufficiale della nazione dell'Ulster, proposta dai separatisti | Croce di Sant'Andrea rossa su campo blu con al centro simbolo di San Patrizio                                         |

## Bandiere del Commonwealth of Nations
| Bandiera | Data        | Organizzazione                          | Descrizione                                                                                |
| -------- | ----------- | --------------------------------------- | ------------------------------------------------------------------------------------------ |
|          | 1976 - 2013 | Bandiera del Commonwealth delle nazioni | Bandiera blu con un globo al centro circondato da una "C" stilizzata di 64 raggi           |
|          | 2013 -      | Bandiera del Commonwealth delle nazioni | Bandiera blu con un globo inclinato al centro circondato da una "C" stilizzata di 34 raggi |

## Bandiere storiche

### Nazionali e insegne
| Bandiera | Data                    | Uso | Descrizione |
| -------- | ----------------------- | --- | --- |
|          | 1606 - 1649 1660 - 1801 | Bandiera della Gran Bretagna dopo l'Unione personale tra Inghilterra e Scozia                                            | Sovrapposizione delle bandiere inglese e scozzese                                                                               |
|          | 1707 - 1801             | Bandiera del Regno di Gran Bretagna (alternativa)                                                                        | Spesso usata in Scozia. |
|          | 1649 - 1658             | Bandiera del Commonwealth of England                                                                                     | Nel 1º e nel 4º quarto: croce di San Giorgio dell'Inghilterra, rossa; nel 2º e 3º la croce di Sant'Andrea della Scozia, bianca. |
|          | XVII secolo             | Blue Ensign inglese | Bandiera blu con bandiera inglese nel cantone                                                                                   |
|          | 1707 - 1801             | Blue Ensign britannica                                                                                                   | Bandiera blu col primo Union Jack nel cantone                                                                                   |
|          | XVII secolo             | Red Ensign inglese | Bandiera rossa con bandiera inglese nel cantone                                                                                 |
|          | 1707 - 1801             | White Ensign della Gran Bretagna                                                                                         | White Ensign con la prima versione della Union Flag                                                                             |
|          | 1620 - 1707             | White Ensign inglese | Bandiera bianca con bandiera inglese nel cantone                                                                                |
|          | 1634 - 1707             | Red Ensign scozzese | Bandiera rossa con bandiera scozzese nel cantone                                                                                |
|          | 1707 - 1801             | Red Ensign britannica | Bandiera rossa col primo Union Jack nel cantone                                                                                 |
|          | 1649 - 1651             | Bandiera del Commonwealth                                                                                                | Croce di San Giorgio e Arpa irlandese giustapposta                                                                              |
|          | 1651 - 1658             | Bandiera del Commonwealth                                                                                                | Croce di San Giorgio e di Sant'Andrea incrociate nei quarti                                                                     |
|          | 1658 - 1660             | Bandiera del Protettorato di Oliver e Richard Cromwell                                                                   | Union Jack del 1606 con Arpa irlandese                                                                                          |
|          |                         | Bandiera tradizionale della Scozia                                                                                       | Croce di sant'Andrea bianca su fondo azzurro (azzurro più chiaro rispetto all'attuale)                                          |
|          |                         | Croce di San Patrizio Bandiera dell'Irlanda prima dell'indipendenza                                                      | Croce di sant'Andrea rossa su campo bianco (dal 1801 parte della Union Jack)                                                    |
|          | 1924 - 1973             | Bandiera della mano rossa dell'Ulster Bandiera dell'Irlanda del Nord (oggi bandiera non ufficiale dei realisti del nord) | Bandiera di Inghilterra con stella bianca a sei punte al centro, che racchiude una mano destra rossa.                           |
|          | 1801 - 1922             | Bandiera del Lord luogotenente d'Irlanda                                                                                 | Union Jack con arpa celtica al centro.                                                                                          |

### Stendardi reali
| Bandiera | Data                                  | Uso | Descrizione |
| -------- | ------------------------------------- | --- | --- |
|          | 1406 - 1603                           | Stendardo reale d'Inghilterra, usato per primo da Enrico IV d'Inghilterra                                               | Lo Stemma dell'Inghilterra diviso in quattro parti e recante il blasone di Francia, il fiordaliso a rappresentare le aspirazioni inglesi al trono di Francia.                                                     |
|          | 1603 - 1649, 1660 - 1689, 1702 - 1707 | Stendardo reale del Casato degli Stuart, usato per primo da Giacomo I d'Inghilterra                                     | Il primo e il quarto quarto rappresentano l'Inghilterra e l'aspirazione inglese al trono di Francia, il secondo simboleggia la Scozia, il terzo l'Irlanda (che compare per la prima volta sullo stendardo reale). |
|          | 1707 - 1714                           | Stendardo reale del Casato degli Stuart durante il regno di Anna di Gran Bretagna, a seguito dell'Atto di Unione (1707) | Il primo e il quarto quarto raffigurando Inghilterra e Scozia (da poco unificate), il secondo l'aspirazione al trono francese, il terzo l'Irlanda.                                                                |
|          | 1816 - 1837                           | Blasone reale del Casato di Hannover dal 1816 al 1837                                                                   | Nel primo e quarto riquadro tre leoni rappresentanti l'Inghilterra, il secondo rappresentante la Scozia, il terzo riquadro rappresentante l'Irlanda; al centro dello stendardo lo stemma del casato di Hannover.  |

#### Membri della famiglia reale
| Bandiera | Data        | Uso                                                                                           | Descrizione |
| -------- | ----------- | --------------------------------------------------------------------------------------------- | --- |
|          | 2000 - 2022 | Stendardo di SAR William, principe di Galles ante della successione di suo padre al trono     | Stendardo con lo stemma del principe, lo stemma reale del Regno Unito con tre punti, il centrale recante un pettine di San Jacopo in omaggio allo stemma di Diana, Principessa di Galles.                      |
|          | 1960 - 2022 | Stendardo personale della Regina Elisabetta II                                                | Una lettera E in oro incoronata, circondata da una ghirlanda di rose dorate in campo blu. |
|          | 1948 - 2021 | Stendardo di Filippo di Edimburgo, principe consorte di Elisabetta II del Regno Unito         | Lo stemma del Duca di Edimburgo, il primo quarto rappresenta la Danimarca, il secondo la Grecia, il terzo la famiglia Mountbatten, il quarto Edimburgo.                                                        |
|          | 1936 - 2002 | Stendardo di Elizabeth Bowes-Lyon, regina consorte di Giorgio VI del Regno Unito              | Lo stemma reale del Regno Unito affiancato dallo stemma del Conte di Strathmore |
|          | 1911 - 1953 | Stendardo di Maria di Teck, regina consorte di Giorgio V del Regno Unito                      | Lo stemma reale del Regno Unito affiancato dallo stemma di Francesco di Teck (padre della regina) e Adolfo, duca di Cambridge (nonno materno)                                                                  |
|          | 1901 - 1928 | Stendardo di Alessandra di Danimarca, regina consorte di Edoardo VII del Regno Unito          | Lo stemma reale del Regno Unito affiancato dallo stemma del Re di Danimarca. |
|          | 1917 - 1981 | Stendardo della Principessa Alice di Albany                                                   | Lo stemma reale del Regno Unito con cinque punti blu, primo, secondo, quarto e quinto recanti un cuore rosso, il terzo recante una croce rossa                                                                 |
|          | 1857 - 1861 | Stendardo di Alberto di Sassonia-Coburgo-Gotha, principe consorte di Vittoria del Regno Unito | Lo stemma del principe; il primo e il quarto quarto raffigurando lo stemma reale del Regno Unito con tre punti, il centrale recante una croce rossa; il secondo ed il terzo quarto rappresentanti la Sassonia. |

### Altre bandiere storiche
| Bandiera | Data        | Funzione                                                                             | Descrizione |
| -------- | ----------- | ------------------------------------------------------------------------------------ | --- |
|          | 1600 - 1707 | Bandiera della Compagnia britannica delle Indie orientali                            | 5 bande orizzontali rosse su fondo bianco con bandiera inglese nel cantone |
|          | 1707 - 1801 | Bandiera della Compagnia delle Indie Orientali dopo l'unione di Inghilterra e Scozia | 7 bande orizzontali rosso scuro su campo bianco col primo Union Jack nel cantone |
|          | 1801 - 1858 | Bandiera della Compagnia delle Indie Orientali dopo l'integrazione dell'Irlanda      | 7 bande orizzontali rosso scuro su fondo bianco con Union Jack nel cantone |
|          |             | Green Ensign                                                                         | |
|          | 1910 - 1921 | Bandiera dell'Impero Britannico                                                      | Bandiera non ufficiale dell'Impero Britannico sventolata per occasioni patriottiche. Presenta i simboli del Canada, dell'Australia, della Nuova Zelanda, del Sudafrica e dell'India per rappresentare il loro contributo all'Impero. Le origini non sono chiare, ma è probabile che la bandiera sia stata realizzata per celebrare l'incoronazione di re Giorgio V.  |
|          | 1921        | Bandiera dell'Impero Britannico                                                      | Bandiera non ufficiale dell'Impero Britannico sventolata per occasioni patriottiche. Presenta i simboli del Canada, dell'Australia, della Nuova Zelanda, del Sudafrica e dell'India per rappresentare il loro contributo all'Impero. Utilizzato in Australia. |
|          | 1930 - 1945 | Bandiera dell'Impero Britannico                                                      | Bandiera non ufficiale dell'Impero Britannico sventolata per occasioni patriottiche. Presenta i simboli del Canada, dell'Australia, della Nuova Zelanda, del Sudafrica e dell'India per rappresentare il loro contributo all'Impero. Le origini non sono chiare, ma è probabile che la bandiera sia stata realizzata per celebrare l'incoronazione di re Giorgio VI. |

### Bandiere coloniali storiche dell'Impero Britannico
| Bandiera | Data        | Colonia                                                                                            | Descrizione |
| -------- | ----------- | -------------------------------------------------------------------------------------------------- | --- |
|          | 1838 - 1967 | Bandiera coloniale della Colonia di Aden                                                           | |
|          | 1882 - 1963 | Bandiera coloniale dello Borneo del Nord                                                           | |
|          | 1976 - 1978 | Bandiera coloniale delle isole Ellice (oggi Tuvalu)                                                | Blue Ensign con lo Stemma delle isole Ellice, che oggi è bandiera di Tuvalu. (Scudo in oro, circondato da 8 conchiglie e foglie di banano. Sullo scudo una capanna su terreno verde e sotto cielo azzurro. Sotto, 4 linee ondulate blu in campo giallo) |
|          | 1948 - 1999 | Bandiera coloniale delle Isole Falkland                                                            | Blue Ensign con lo stemma delle Isole Falkland (quergeteilt, sotto a sinistra leone marino marrone su sfondo ocra, sopra a destra mezza nave Desire, circondato dal motto Desire The Right) |
|          | 1924 - 1970 | Bandiera coloniale delle Figi                                                                      | Blue Ensign con lo stemma delle Figi (Piroga sopra un leone inglese che tiene in bocca una noce di cocco. Sotto uno scudo bianco con croce di san Giorgio. Nei quattro quadranti (dall'alto a sinistra in senso orario): canna da zucchero, palma, casco di banana e colomba della pace. Lo scudo è sorretto da due guerrieri indigeni vestiti con gonnellini, armati quello a destra con clava, quello a sinistra con lancia.) |
|          | 1821 - 1888 | Bandiera coloniale dell'Africa Occidentale Britannica (oggi Gambia, Ghana, Nigeria e Sierra Leone) | Blue Ensign con lo stemma dell'Africa occidentale britannica (elefante su sabbia gialla davanti a montagne verdi e una palma verde. Sotto la scritta rossa "West Africa") |
|          | 1821 - 1888 | Bandiera del Governatore dell'Africa Occidentale Britannica                                        | Union Jack con lo stemma dell'Africa occidentale britannica al centro |
|          | 1888 - 1965 | Bandiera coloniale del Gambia britannico                                                           | Blue Ensign con lo stemma del Gambia britannico (elefante su sabbia gialla davanti a montagne verdi e una palma verde. Sotto la scritta rossa "G.") |
|          | 1888 - 1965 | Bandiera del governatore del Gambia britannico                                                     | Union Jack con lo stemma del Gambia britannico al centro |
|          | 1937 - 1979 | Bandiera coloniale delle isole Gilbert ed Ellice (oggi Kiribati e Tuvalu)                          | Blue Ensign con lo stemma delle isole Gilbert ed Ellice. Questo è lo stemma di Kiribati dal 1979 (col motto cambiato). (fregata gialla su sole sorgente. Sotto, 6 righe ondulate bianche e blu) |
|          | 1821 - 1957 | Bandiera coloniale della Costa d'Oro (oggi Ghana)                                                  | Blue Ensign con lo stemma della Costa d'Oro (uguale allo stemma dell'Africa occidentale britannica, con la scritta rossa "G. C.") |
|          | -1967       | Bandiera coloniale di Grenada                                                                      | Blue Ensign con lo stemma di Grenada (barca in legno con vela bianca su mare blu, linea di costa marrone e cielo blu) |
|          | 1919 - 1954 | Bandiera coloniale della Guyana britannica (oggi Guyana)                                           | Blue Ensign con lo stemma della Guyana britannica (cerchio bianco con scudo azzurro caricato di nave a vela) |
|          | 1870 - 1876 | Bandiera coloniale di Hong Kong                                                                    | Blue Ensign con lo stemma di Hong Kong (lettere nere H.K. coronate su cerchio bianco) |
|          | 1876 - 1955 | Bandiera coloniale di Hong Kong                                                                    | Blue Ensign con lo stemma di Hong Kong (cerchio, porto con terra marrone, 3 persone in vestiti tradizionali cinesi e 3 balle di merce gialle. Sopra, mare blu con giunca e nave a vela inglese. Sullo sfondo, montagne verdi e cielo azzurro con nuvole bianche) |
|          | 1955 - 1959 | Bandiera coloniale di Hong Kong                                                                    | Blue Ensign con lo stemma di Hong Kong (simile al precedente, porto marrone con 3 persone, 2 navi a vela sul mare e sullo sfondo montagne marroni) |
|          | 1959 - 1997 | Bandiera coloniale di Hong Kong                                                                    | Blue Ensign con lo stemma di Hong Kong (cerchio bianco, scudo con corona d'oro su fondo rosso sopra e due giunche d'oro sotto). Sotto, su terreno verde il nome Hong Kong. Lo scudo è portato a sinistra da un leone d'oro coronato, a destra da un drago cinese |
|          | - 1947      | Bandiera coloniale dell'India britannica                                                           | Blue Ensign con lo stemma delle Indie britanniche |
|          | 1885 - 1947 | Bandiera del viceré d'India                                                                        | Union Jack con lo stemma delle Indie britanniche al centro e una corona sopra |
|          | 1875 - 1906 | Bandiera coloniale della Giamaica                                                                  | Blue Ensign con lo stemma della Giamaica (su un cerchio bianco, scudo con croce rossa di san Giorgio, un ananas su ogni braccio, al centro.) |
|          | 1906 - 1957 | Bandiera coloniale della Giamaica                                                                  | Blue Ensign con lo stemma della Giamaica (su un cerchio bianco, scudo con croce rossa di san Giorgio, un ananas su ogni braccio, al centro. Lo scudo è portato a sinistra da un'indiana con un cesto di ananas, a destra da un indiano con una lancia. Sopra lo scudo un elmo da guerra in oro e un coccodrillo. Motto: Out Of Many, One People)                                                                                |
|          | 1957 - 1962 | Bandiera coloniale della Giamaica                                                                  | Blue Ensign con lo stemma della Giamaica (su un cerchio bianco, scudo con croce rossa di san Giorgio, un ananas su ogni braccio, al centro. Lo scudo è portato a sinistra da un'indiana con un cesto di ananas, a destra da un indiano con una lancia. Sopra lo scudo un elmo da guerra in oro e un coccodrillo. Motto: Out Of Many, One People)                                                                                |
|          | 1962        | Bandiera coloniale della Giamaica                                                                  | Blue Ensign con lo stemma della Giamaica (su un cerchio bianco, scudo con croce rossa di san Giorgio, un ananas su ogni braccio, al centro. Lo scudo è portato a sinistra da un'indiana con un cesto di ananas, a destra da un indiano con una lancia. Sopra lo scudo un elmo da guerra in oro e un coccodrillo. Motto: Out Of Many, One People.                                                                                |
|          | 1775 - 1910 | Bandiera della Colonia del Capo (più tardi Provincia del Capo in Sudafrica)                        | Blue Ensign con lo stemma della Colonia del Capo |
|          | 1920 - 1963 | Bandiera coloniale del Kenya                                                                       | Blue Ensign con lo stemma del Kenya (leone rampante rosso su cerchio bianco) |
|          | 1907 - 1953 | Bandiera coloniale del Nyasaland                                                                   | Blue Ensign con lo stemma di Malawi (sopra un sole sorgente in oro su cielo azzurro, in mezzo un leone in oro su fondo bianco) |
|          | 1953 - 1963 | Bandiera coloniale della Federazione della Rhodesia e del Nyasaland                                | Blue Ensign con lo scudo di Malawi (sopra un sole sorgente in oro, in mezzo un leone inglese rosso, sotto 6 linee ondulate verticali nere su fondo bianco) |
|          | 1802 - 1964 | Bandiera coloniale di Malta                                                                        | Blue Ensign con lo scudo di Malta in un cerchio bianco (Lo scudo è diviso verticalmente: a sinistra, bianco, a destra rosso). La bandiera commerciale fu dal 1921 un'Red Ensign con lo scudo in un cerchio bianco. |
|          | 1906 - 1923 | Bandiera coloniale di Mauritius                                                                    | Blue Ensign con lo stemma di Mauritius in un cerchio bianco |
|          | 1923 - 1968 | Bandiera coloniale di Mauritius                                                                    | Blue Ensign con lo stemma di Mauritius |
|          | 1800 - 1960 | Bandiera coloniale della Nigeria                                                                   | Blue Ensign con lo stemma della Nigeria (cerchio rosso con una stella di David verde e una corona verde al centro) |
|          | 1939 - 1953 | Bandiera coloniale della Rhodesia Settentrionale (oggi Zambia)                                     | Blue Ensign con lo stemma della Rhodesia Settentrionale (aquila d'oro su fondo blu. Sotto, 7 linee ondulate verticali bianche su fondo nero) |
|          | 1826 - 1946 | Bandiera coloniale degli Stabilimenti dello Stretto                                                | |
|          | 1946 - 1963 | Bandiera coloniale di Sarawak                                                                      | Blue Ensign con lo stemma di Sarawak (d'oro, croce di san Giorgio al centro, a destra rossa, a sinistra, nera. Al centro una corona dorata) |
|          | 1910 - 1928 | Bandiera coloniale del Sudafrica (fino al 1951 bandiera commerciale)                               | Red Ensign con lo stemma del Sudafrica |
|          | - 1963      | Bandiera coloniale dello Yemen del Sud                                                             | Blue Ensign con lo stemma dello Yemen del Sud (cerchio blu, onda bianca in primo piano, 2 dau in secondo piano, un Felsen verde sullo sfondo) |
|          | 1924 - 1953 | Bandiera coloniale della Rhodesia Meridionale (oggi Zimbabwe)                                      | Blue Ensign con lo stemma della Rhodesia Meridionale (scudo con sopra leone rosso su fondo bianco e sotto una lancia in oro su fondo verde) |
|          | 1964 - 1965 | Bandiera coloniale della Rhodesia Meridionale (oggi Zimbabwe)                                      | Come la precedente, ma con fondo della bandiera azzurro. Utilizzata a partire dall'8 aprile 1964, rimase in uso anche nella Rhodesia proclamatasi indipendente dall'11 novembre 1965 fino al 10 novembre 1968 |
|          | 1914 - 1962 | Bandiera coloniale dell'Uganda                                                                     | Blue Ensign con lo stemma dell'Uganda (cerchio, gru coronata su fondo verde con cielo blu) |
|          | 1914 - 1960 | Bandiera coloniale di Cipro                                                                        | Blue Ensign con lo stemma di Cipro (cerchio bianco con due leoni rossi inglesi) |
|          | 1815 - 1948 | Bandiera coloniale di Ceylon                                                                       | |
|          | 1884 - 1960 | Bandiera coloniale della Somalia britannica                                                        | |
|          | 1907 - 1949 | Bandiera coloniale del Dominion di Terranova                                                       | |
|          | 1868 - 1921 | Bandiera coloniale del Canada                                                                      | Red Ensign con lo scudo del Canada (nella parte superiore, quattro quarti: 3 leoni inglesi, 1 leone scozzese, 3 gigli francesi (Fleur-de-lis) su fondo blu, 1 arpa celtica in oro su fondo blu. Nella parte inferiore, 3 foglie d'acero rosse su fondo bianco) |
|          | 1921 - 1957 | Bandiera coloniale del Canada                                                                      | Red Ensign con lo scudo del Canada (nella parte superiore, quattro quarti: 3 leoni inglesi, 1 leone scozzese, 3 gigli francesi (Fleur-de-lis) su fondo blu, 1 arpa celtica in oro su fondo blu. Nella parte inferiore, 3 foglie d'acero rosse su fondo bianco) |
|          | 1957 - 1965 | Bandiera coloniale del Canada                                                                      | Red Ensign con lo scudo del Canada (nella parte superiore, quattro quarti: 3 leoni inglesi, 1 leone scozzese, 3 gigli francesi (Fleur-de-lis) su fondo blu, 1 arpa celtica in oro su fondo blu. Nella parte inferiore, 3 foglie d'acero rosse su fondo bianco) |
|          | 1922 - 1961 | Bandiera coloniale del Camerun britannico                                                          | |
|          | 1889 - 1958 | Bandiera coloniale di Trinidad e Tobago                                                            | |
|          | 1919 - 1961 | Bandiera coloniale del Territorio del Tanganica                                                    | |
|          | 1900 - 1910 | Bandiera della Colonia del Fiume Orange                                                            | |
|          | - 1979      | Bandiera della colonia di Saint Vincent e Grenadine                                                | |
|          | 1875 - 1939 | Bandiera della colonia di Saint Lucia                                                              | |
|          | 1939 - 1967 | Bandiera della colonia di Saint Lucia                                                              | |
|          | 1906 - 1949 | Bandiera della colonia di Papua                                                                    | |
|          | 1927 - 1948 | Bandiera della Mandato britannico della Palestina                                                  | |
|          | 1815 - 1864 | Bandiera degli Stati Uniti delle Isole Ionie                                                       | |
|          | 1858 - 1947 | Bandiera dell'India Britannica                                                                     | |
|          | 1858 - 1947 | Bandiera blu dell'India Britannica                                                                 | |
|          | 1875 - 1921 | Bandiera storica di Gibilterra                                                                     | |
|          | 1885 - 1958 | Bandiera della colonia di Barbados                                                                 | |
|          | 1958 - 1966 | Bandiera della colonia di Barbados                                                                 | |

## Bandiere di altri Stati basate sulla bandiera britannica

### Australia (Commonwealth of Australia)

#### Bandiere nazionali e di servizio
| Bandiera | Data   | Funzione                                    | Descrizione |
| -------- | ------ | ------------------------------------------- | --- |
|          | 1909 - | Bandiera nazionale dell'Australia           | Blue Ensign con una Croce del Sud nei quadranti al battente (formata da 4 stelle bianche a 7 punte e una a 5 punte) e una grossa stella bianca a 7 punte nel quadrante basso all'asta |
|          | 1909 - | Bandiera commerciale dell'Australia         | Bandiera australiana su Red Ensign |
|          |        | Bandiera della Marina da guerra australiana | Bandiera australiana su White Ensign (fondo bianco, Union Jack nel cantone, le stelle in blu)                                                                                         |

#### Bandiere degli stati federali
| Bandiera | Data   | Stato                               | Descrizione |
| -------- | ------ | ----------------------------------- | --- |
|          | 1876 - | Bandiera del Nuovo Galles del Sud   | Blue Ensign con lo stemma del Nuovo Galles del Sud (cerchio bianco con croce di san Giorgio, ogni braccio caricato con una stella d'oro, al centro un leone inglese d'oro) |
|          | 1876 - | Bandiera del Queensland             | Blue Ensign con lo stemma del Queensland (cerchio bianco con croce di Malta blu, al centro una corona rosso e oro)                                                         |
|          | 1904 - | Bandiera dell'Australia Meridionale | Blue Ensign con lo stemma dell'Australia meridionale (cerchio d'oro con uccello fiktiv con ali aperte, generalmente conosciuto come Flötenvogel)                           |
|          | 1876 - | Bandiera della Tasmania             | Blue Ensign con lo stemma della Tasmania (cerchio bianco con leone rosso)                                                                                                  |
|          | 1877 - | Bandiera dello Stato di Victoria    | Blue Ensign con una croce del sud coronata |
|          | 1875 - | Bandiera dell'Australia occidentale | Blue Ensign con lo stemma dell'Australia occidentale (cerchio d'oro con cigno nero)                                                                                        |

#### Bandiere storiche australiane su modello britannico
| Bandiera | Data       | Funzione                                                                     | Descrizione                                                                                                  |
| -------- | ---------- | ---------------------------------------------------------------------------- | --- |
|          | 1823 circa | National Colonial Flag australiana                                           | Croce rossa di san Giorgio su fondo bianco con 4 stelle bianche sulle braccia (probabilmente)                |
|          | dal 1831   | New South Wales Ensign, più tardi Australian Federation Flag (non ufficiale) | Variante della White Ensign con croce di san Giorgio blu caricata di 5 stelle (4 nelle braccia, 1 al centro) |
|          | dal 1851   | Bandiera della Anti Transport League                                         | Blue Ensign con cinque stelle d'oro                                                                          |

### Figi

#### Bandiere nazionali e di servizio
| Bandiera | Data   | Funzione                                   | Descrizione |
| -------- | ------ | ------------------------------------------ | --- |
|          | 1970 - | Bandiera nazionale delle isole Figi        | Blue Ensign con fondo molto chiaro e stemma delle Figi (sopra con leone inglese, sotto con croce di san Giorgio e nei quadranti canna da zucchero, palma, casco di banane e colomba della pace) |
|          |        | Bandiera commerciale delle Figi            | Red Ensign con lo stemma delle isole |
|          |        | Bandiera di servizio delle Figi            | Blue Ensign (con blu scuro) e stemma delle isole |
|          |        | Bandiera della marina da guerra delle Figi | White Ensign con lo stemma delle isole |
|          |        | Bandiera degli aerei civili delle Figi     | Blue Ensign con fondo molto chiaro, croce di san Giorgio blu con bordi bianchi e stemma delle isole                                                                                             |

### India

#### Bandiere di servizio
| Bandiera | Data | Funzione                                   | descrizione |
| -------- | ---- | ------------------------------------------ | --- |
|          |      | Bandiera di servizio per i mari dell'India | Blue Ensign, al posto dell'Union Jack la bandiera indiana                                                             |
|          |      | Bandiera commerciale dell'India            | Red Ensign, al posto dell'Union Jack la bandiera indiana                                                              |
|          |      | Bandiera della marina da guerra indiana    | White Ensign, al posto dell'Union Jacks la bandiera indiana                                                           |
|          |      | Bandiera dell'Aeronautica militare indiana | Blue Ensign con fondo molto chiaro, con il Hoheitszeichen (3 cerchi concentrici, safran, bianco e verde dall'esterno) |

### Canada

#### Bandiere su base britannica delle province canadesi
| Bandiera | Data   | Provincia                          | Descrizione                                                                                                  |
| -------- | ------ | ---------------------------------- | --- |
|          | 1876 - | Bandiera della Columbia Britannica | Sopra, Union Jack con corona al centro. Sotto, 4 linee ondulate blu su fondo bianco e un sole sorgente d'oro |
|          | 1965 - | Bandiera del Manitoba              | Red Ensign con lo stemma del Manitoba (scudo con bandiera inglese sopra e bufalo sotto)                      |
|          | 1965 - | Bandiera dell'Ontario              | Red Ensign con lo stemma dell'Ontario (scudo con bandiera inglese sopra e tre foglie d'acero sotto)          |

### Nuova Zelanda

#### Bandiere nazionali e di servizio
| Bandiera | Data   | Funzione                                     | Descrizione                                                               |
| -------- | ------ | -------------------------------------------- | ------------------------------------------------------------------------- |
|          | 1869 - | Bandiera nazionale della Nuova Zelanda       | Blue Ensign con croce del sud formata da 4 stelle rosse bordate di bianco |
|          |        | Bandiera commerciale della Nuova Zelanda     | Red Ensign con croce del sud formata da 4 stelle bianche                  |
|          |        | Bandiera della marina da guerra neozelandese | White Ensign con croce del sud formata da 4 stelle rosse                  |

#### Bandiere di territori dipendenti
| Bandiera | Data   | Territorio                | Descrizione |
| -------- | ------ | ------------------------- | --- |
|          | 1979 - | Bandiera delle Isole Cook | Blue Ensign con 15 stelle bianche in cerchio                                                                                               |
|          | 1975 - | Bandiera di Niue          | Di giallo, Union Jack nel cantone con 4 stelle d'oro sulle braccia della croce di san Giorgio e una stella gialla bordata di blu al centro |

### Sudafrica

#### Ex bandiere nazionali
| Bandiera | Data        | Funzione                                 | Descrizione |
| -------- | ----------- | ---------------------------------------- | --- |
|          | 1912 - 1928 | Bandiera dell'Unione Sudafricana         | Una red ensign britannica con lo stemma del Sudafrica su di un disco bianco |
|          | 1928 - 1994 | Bandiera nazionale storica del Sudafrica | Variante della bandiera dei Paesi Bassi: 3 strisce orizzontali arancio, bianco e blu. Al centro, la Union Jack, la bandiera dello Stato libero di Orange in verticale e la bandiera del Transvaal. |

### Tuvalu

#### Bandiere nazionali
| Bandiera | Data               | Funzione                     | Descrizione                                     |
| -------- | ------------------ | ---------------------------- | ----------------------------------------------- |
|          | 1978 - 1995 1997 - | Bandiera nazionale di Tuvalu | Blue Ensign con fondo azzurro e 9 stelle gialle |

### Stati Uniti d'America
| Bandiera | Data            | Funzione                                                        | Descrizione                                                         |
| -------- | --------------- | --------------------------------------------------------------- | ------------------------------------------------------------------- |
|          | attorno al 1775 | Bandiera storica degli Stati Uniti d'America (Grand Union Flag) | 7 strisce orizzontali rosse su fondo bianco, Union Jack nel cantone |
|          | 1816 -          | Bandiera delle Hawaii                                           | 8 strisce orizzontali bianche, rosse e blu, Union Jack al cantone   |